# Scaphytopius caldwelli
Scaphytopius caldwelli är en insektsart som beskrevs av Delong 1943. Scaphytopius caldwelli ingår i släktet Scaphytopius och familjen dvärgstritar. Inga underarter finns listade i Catalogue of Life.